# The Human Contradiction
The Human Contradiction is het zesde album van de Nederlandse symfonische metalband Delain.

## Musici
- Charlotte Wessels - zangeres
- Martijn Westerholt - toetsenist
- Otto Schimmelpenninck van der Oije - bassist
- Ruben Israel - drummer
- Timo Somers - gitarist
- Merel Bechtold - gitarist

## Muziek
| Nr. | Titel                       | Duur |
| --- | --------------------------- | ---- |
| 1.  | Here Come The Vultures      | 6:05 |
| 2.  | Your Body Is A Battleground | 3:50 |
| 3.  | Stardust                    | 3:57 |
| 4.  | My Masquerade               | 3:43 |
| 5.  | Tell Me, Mechanist          | 4:52 |
| 6.  | Sing To Me                  | 5:09 |
| 7.  | Army Of Dolls               | 4:57 |
| 8.  | Lullaby                     | 4:56 |
| 9.  | The Tragedy Of The Commons  | 4:31 |

| Nr. | Titel                                         | Duur |
| --- | --------------------------------------------- | ---- |
| 1.  | Scarlet                                       | 4:27 |
| 2.  | Dont let go                                   | 3:57 |
| 3.  | My Masquerade (live at My Masquerade Concert) | 5:01 |
| 4.  | April Rain (live at My Masquerade Concert)    | 4:46 |
| 5.  | Go away (live at My Masquerade Concert)       | 3:42 |
| 6.  | Sever (live at My Masquerade Concert)         | 4:54 |
| 7.  | Stay forever (live at My Masquerade Concert)  | 4:32 |
| 8.  | Sing to me (Orchestrea)                       | 3:43 |
| 9.  | Your Body Is A Battleground (Orchestrea)      | 3:21 |

## Hitnoteringen

### NederlandseAlbum Top 100
| Positie: | 25 | 63 | - | 97 | 88 | uit |

### VlaamseAlbum Top 200
| Positie: | 79 | 65 | 178 | 116 | 99 | 198 | 156 | 197 | uit |